# Lucerna (Honduras)
Lucerna é um município de Honduras, localizado no departamento de Ocotepeque.